# Cristiano Borro Barbosa
Cristiano Guilherme Borro Barbosa (Adamantina, Brasi, 11 de octubre de 1976) es un eclesiástico católico brasileño, obispo auxiliar de Boston,  donde ha estudiado y trabajado en el área de Boston desde 2008.

## Biografía
Cristiano Barbosa nació en Adamantina, Brasil, el 11 de octubre de 1976, asistió a las escuelas locales allí.  Obtuvo su licenciatura en filosofía en la Universidad del Sagrado Corazón de Bauru,  completó su licenciatura en teología en la Facultad Jesuita de Filosofía y Teología en Belo Horizonte entre 2005 y 2007, y asistió a la Pontificia Universidad Católica de Minas Gerais en Belo Horizonte, completando una maestría en psicología. 

### Sacerdocio
Fue ordenado sacerdote para la Diócesis de Bauru el 22 de diciembre de 2007, por Luis Antonio Guedes, obispo de Bauru.
En el 2008 comenzó a estudiar en la Escuela de Teología y Ministerio de Boston College, obteniendo una licenciatura en teología en 2011 y luego su doctorado en teología sagrada en 2019 con una disertación titulada "Hablando correctamente sobre la esperanza cristiana y la resurrección del cuerpo." O'Grady, Robert M. (18 de marzo de 2022). «Two new priests for the archdiocese». Boston Pilot. Consultado el 10 de diciembre de 2023.</ref>
Fue capellán de la comunidad luso-brasileña de la archidiócesis de 2008 a 2019.  Una vez completados sus estudios, se desempeñó en 2019 como vicario parroquial de dos parroquias de Cambridge, San Antonio de Padua y San Francisco de Asís, y luego de tres parroquias en Lowell en 2019 al 2020: Sagrada Familia, Inmaculada Concepción y San Antonio de Padua.  En 2020 se incorporó a la facultad del Seminario Nacional Pope St. John XXIII en Weston y del Saint John's Seminary en Brighton .
Fue incardinado en la Arquidiócesis de Boston el 5 de noviembre de 2021.  Dos años más tarde, el 30 de mayo de 2023, el cardenal Séan O'Malley, arzobispo de Boston, nombró a Barbosa vicario episcopal para la región central de la archidiócesis, lo que lo convirtió también en miembro del "gabinete cardenalicio", del consejo de sacerdotes y de la junta arquidiocesana de consultores.  También fue nombrado Secretario de Evangelización y Discipulado.

### Episcopado
El Papa Francisco nombró a Barbosa obispo auxiliar de Boston el 9 de diciembre de 2023. Su consagración episcopal se produjo el 3 de febrero de 2024. Su nombramiento lo convierte en el segundo obispo más joven de los Estados Unidos  y el segundo nativo de Brasil en convertirse en obispo en los Estados Unidos, después de Edgar Moreira da Cunha, obispo de Fall River.